# Heereven
Het Heereven is een natuurgebied iets ten zuidwesten van Siebengewald, ten zuiden van de buurtschap Groote Horst.
Het betreft een ven dat gelegen is in het voormalige hoogveengebied ten noordoosten van de rivierduinen en de aaneenschakeling van natuurgebieden daar. Het wordt vrijwel geheel ingesloten door landbouwgronden.
In 2011 werd het geïsoleerde ven aangekocht door Het Limburgs Landschap. Sindsdien werd het ven hersteld, waarbij een klein aangrenzend perceel werd heringericht. Het Heereven is leefgebied van de knoflookpad.